# محطة قطار الكويف
محطة الكويف هي محطة شحن بالسكك الحديدية تقع في بلدية الكويف بولاية تبسة.

## الموقع في السكك الحديدية
تقع المحطة في وسط مدينة الكويف. وهي المحطة الأخيرة للخط من تبسة إلى الكويف [الفرنسية]
. وتسبقها محطة تبسة.

## التاريخ
افتتحت المحطة في عام 1893، عندما شُغل خط تبسة - الكويف.

## الخدمات
المحطة مخصصة لتحميل الفوسفات المستخرج من منجم الكويف. تتجه قطارات الخام إلى محطة عنابة.